# One-man-show
Pour les articles homonymes, voir One Man Show.

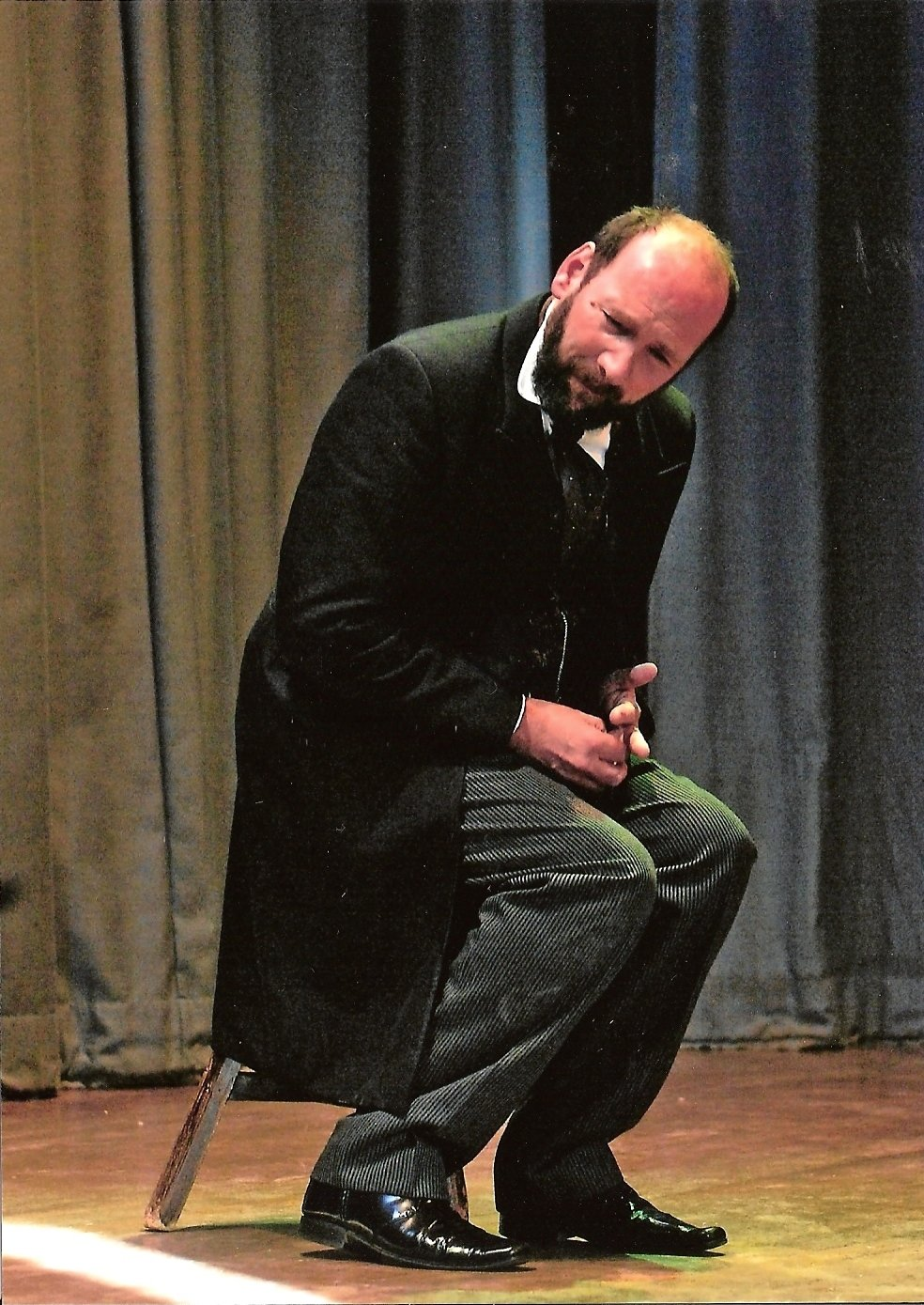
L'acteur britannique Gerald Charles Dickens dans son one-man-show en.

Un one man show ([wan.man.ʃo], anglais américain : [wən.mæn.ʃoʊ]) – nom masculin invariable ou pluriel one man shows– (aussi orthographié one-man-show, one man show, ou bien aussi dénommé seul en scène, ou spectacle solo,, et parfois one woman show lorsque réalisé par une femme), est un spectacle de variétés donné par un ou une artiste évoluant seul sur une scène de théâtre.
Ce type de spectacle est souvent utilisé par les humoristes et les conteurs.